# Naihuangbao

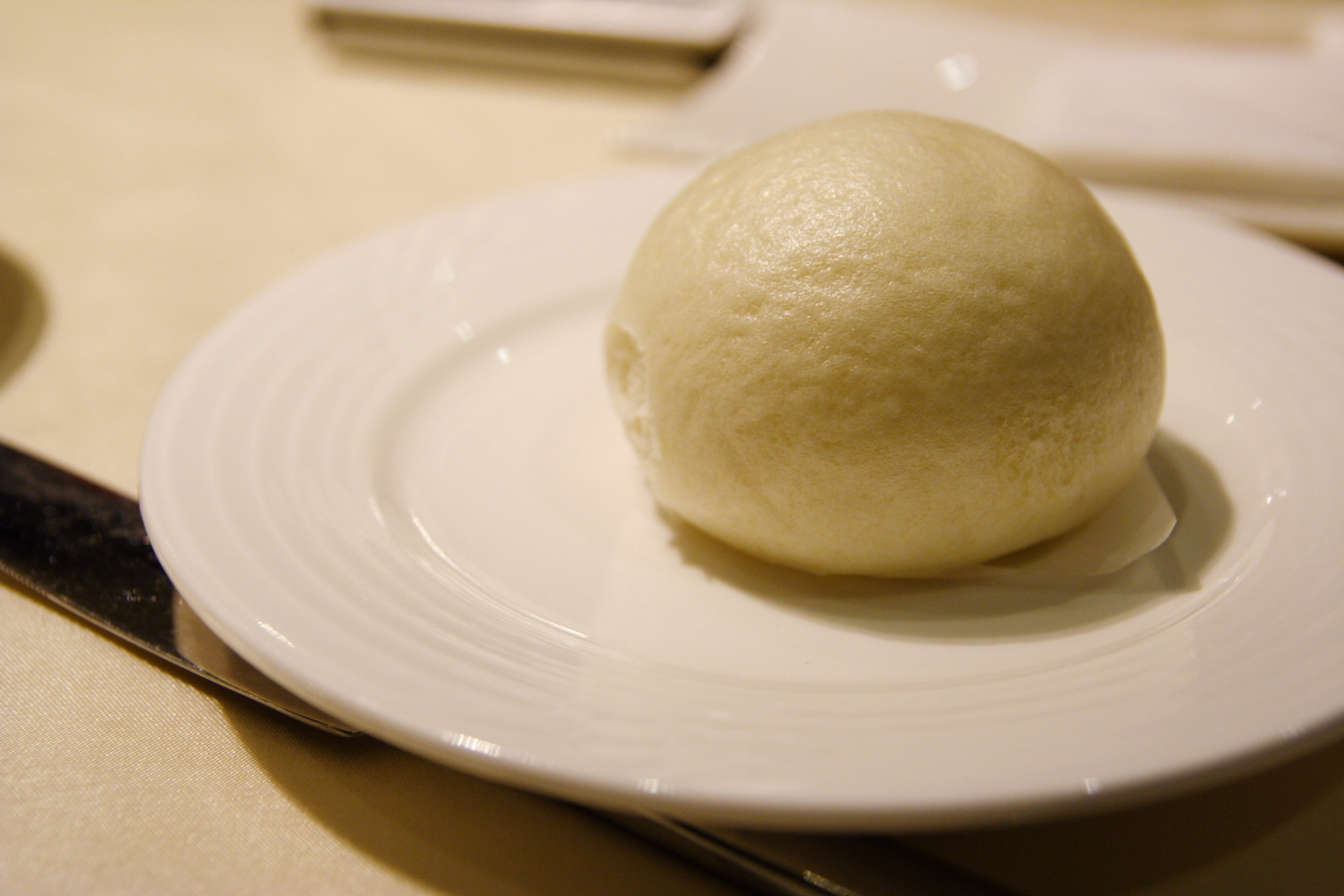
Baozi de crema

奶黄包 también conocida como baozi de crema es un baozi Cantonés, popular de Guangdong, Hong Kong y Macao. En restaurantes de Hong Kong se tomaba como un aperitivo.  La receta original consistía en yemas de huevo salado y un aroma lechoso y cremoso.
Al principio, no todos los restaurantes conocían su fórmula y la copiaban, por lo que hoy en día, cada restaurante tiene una fórmula diferente para el relleno. En la mayoría de los lugares, el relleno de crema lleva mantequilla y huevos. En otros llevaría también leche, azúcar, harina, harina de maíz y/o polvo de natillas